# Flaten (Ås socken, Småland)
Flaten är en sjö i Gislaveds kommun i Småland och ingår i Lagans huvudavrinningsområde. Sjön är 5,8 meter djup, har en yta på 1,27 kvadratkilometer och är belägen 162 meter över havet. Vid provfiske har abborre, gädda, lake och mört fångats i sjön.

## Delavrinningsområde
Flaten ingår i det delavrinningsområde (633219-136869) som SMHI kallar för Utloppet av Flaten. Avrinningsområdets medelhöjd är 167 meter över havet och ytan är 3,95 kvadratkilometer. Det finns ett delavrinningsområde uppströms, och räknas det in blir den ackumulerade arean 8,66 kvadratkilometer. Vattendraget som avvattnar avrinningsområdet har biflödesordning 4, vilket innebär att vattnet flödar genom totalt 4 vattendrag innan det når havet efter 150 kilometer. Delavrinningsområdet består mestadels av skog (62 procent). Avrinningsområdet har 1,26 kvadratkilometer vattenytor vilket ger det en sjöprocent på 31,9 procent.